# 11856 Ніколабонев
11856 Ніколабонев (11856 Nicolabonev) — астероїд головного поясу, відкритий 11 вересня 1988 року.
Тіссеранів параметр щодо Юпітера — 3,495.